# Due uomini e una dote
Due uomini e una dote (The Fortune) è un film del 1975 diretto da Mike Nichols.